# Ошурково (Бурятія)
Ошурково (рос. Ошурково) — село Іволгинського району, Бурятії Росії. Входить до складу Сільського поселення Сотниківського.
Населення — 427 осіб (2015 рік).